# De Kapel (Valkenswaard)
De Kapel is een buurtschap in de gemeente Valkenswaard in de Nederlandse provincie Noord-Brabant. Het ligt 6 kilometer ten zuidwesten van de plaats Valkenswaard, iets ten oosten van de N69.
Dorpen: Borkel · Dommelen · Schaft · Valkenswaard

Buurtschappen: Achterste Brug · Deelshurk · De Kapel · Heuvel · Hoek · Hoeve · Keersop · Venbergen · Voorste Brug · Zeelberg

Noord-Brabant: Steden en dorpen      Nederland: Provincies · Gemeenten